# Idalia Gumbs
Britannia Idalia Gumbs (Geburtsname: Britannia Idalia Carter; * 17. Juni 1933 in Sandy Hill, Anguilla; † 11. September 2000) war eine Politikerin aus Anguilla, die erste Abgeordnete sowie zweite Ministerin in der Geschichte Anguillas war.

## Leben
Britannia Idalia Gumbs, Tochter von Ashton Murray Carter und Mary M. Chance, wurde nach der Wahl am 24. Juli 1972 für die People’s Progressive Party APP zum Mitglied des Legislativrates (Legislativ Council) ernannt und dadurch zu ersten weiblichen Abgeordneten des Parlaments von Anguilla. Bei der Wahl vom 15. März 1976 wurde sie für die APP im Wahlkreis District 3: Valley North zum Mitglied des House of Assembly gewählt und gehörte diesem bis zur Wahl am 28. Mai 1980 an. Ihr Nachfolger im Wahlkreis District 3: Valley North wurde Watkins Hodge.
Am 1. Februar 1977 musste sich der Chief Minister von Anguilla Ronald Webster einem von dem parteilosen Abgeordneten Hubert Hughes beantragten Misstrauensvotum stellen. Der Antrag wurde von den Ministerkollegen von Webster unterstützt, so dass die Abstimmung mit fünf Stimmen gegen Webster ausging. Der britische Kommissar (Commissioner) David Le Breton enthielt sich der Stimme, während Webster gegen den Antrag stimmte. Der Kommissar Ihrer Majestät ernannte daraufhin Emile Gumbs zum neuen Chief Minister von Anguilla. Chief Minister Gumbs ernannte Idalia Gumbs zur Ministerin für natürliche Ressourcen in dessen Kabinett. Sie wurde damit nach der Ministerin für soziale Dienste Albena Lake-Hodge die zweite Ministerin in der Geschichte Anguillas. Sie behielt das Ministeramt bis zu ihrem Ausscheiden aus dem Parlament im Mai 1980.
Idalia Gumbs engagierte sich für Frauenrechte. Ihr zu Ehren wurde am 8. März 2001 posthum im Rahmen einer Kampagne der Vereinten Nationen für Frauenrechte eine 30-Cent-Briefmarke der Post Anguillas mit ihrem Porträt herausgegeben.